# The Bingville Fire Department
The Bingville Fire Department è un cortometraggio muto del 1914 diretto da Marshall Neilan che ne è anche l'interprete insieme a Ruth Roland.

## Produzione
Il film venne prodotto dalla Kalem Company.

## Distribuzione
Distribuito dalla General Film Company, che lo fece uscire nelle sale il 24 luglio 1914.